# Cot Alue
Cot Alue is een bestuurslaag in het regentschap Aceh Besar van de provincie Atjeh, Indonesië. Cot Alue telt 228 inwoners (volkstelling 2010).